# Jorge de Guillae
Jorge de Guillae (València, 5 de julio de 1985) es un actor, guionista y director español de cine, televisión y teatro, residente en Madrid. Además de su trabajo interpretativo, es cofundador del Festival Internacional de Cine Fantástico de Valencia – MANIATIC, consolidado como uno de los certámenes de género más destacados de España y que desde su novena edición es un festival preselecciónador de los Premios Goya..

## Biografía
Nacido en València, vivió en Manises y Londres antes de establecerse en Madrid. Se licenció en Comunicación Audiovisual en la UCH‑CEU y obtuvo el Grado en Interpretación Textual por la Escuela Superior de Arte Dramático de València. Además, estudió el máster de guion cinematográfico en la Universidad Rey Juan Carlos de Madrid.

## Formación
- Máster de Interpretación ante la Cámara – Central de Cine (2016–17)
- Máster en Guión Cinematográfico y Series de Ficción – Universidad Rey Juan Carlos (2019–20)
- Workshops destacados: Método Eric Morris (2025), Entrenamiento emocional (2023), Rodaje en urgencia audiovisual (2022), actuación para animación con AISGE‑Netflix (2022), entrenamiento táctico escénico (2021)

## Carrera

### Cine
- Looking for Michael (2025) – Padrino 1 – Juana Macías (en desarrollo)
- Cau la nit (2025) – Ximo – Julu Martínez (en desarrollo)
- La Condesa y el General (2025) – General Thérandier – Gonzalo Escrig (Kinema Producciones)
- Ataque al corazón (2024) – Médico – Javier Guillot (Producciones Palmito)
- Carla (2023) – Carlos – dirección propia (Nohai Films)
- El Fugitivo (2023) – protagonista – Eloísa
- Maricón Pop (2022) – Manuel – Stefan Mladenovic (ICM)
- Trapos Sucios (2022) – reparto – César Garrido
- Knock (2022) – Charly – Leticia Barrios & Guillermo Bacariza
- El último cigarro (2021)
- Noah (2021), Borborigmo (2020)
- 1 € / 9 minutos (2019)
- ¿Qué nuevas me traéis? (2018)
- La promesa (2018)

### Televisión
- 4 Estrellas (2024) – Fotógrafo – serie producida por Good Mood para RTVE
- Caronte (2019) – Médico – Big Bang Media → Mediaset / Amazon Prime
- ¡Tócate! (2018) – Ferrán – Miniserie – Victoria Avinyó

### Teatro
Ha intervenido en montajes como El Quijote (2025), Tarde de juegos (2024), Tito Andrónico (2023), Instalove (2023), Dale al Play (2023), Primero es la honra que el gusto (2022), Mártir (2022), La villana de Valle‑KAS (2021‑23), Quién mal anda en mal acaba (2021), entre otros.

## Otros proyectos
En 2017, cofundó el Festival Internacional de Cine Fantástico de Valencia – MANIATIC, con el objetivo de impulsar el cine fantástico independiente y dar visibilidad a nuevos talentos. El festival ha sido reconocido tanto a nivel nacional como internacional por su programación diversa y su apuesta por el cortometraje de género.
En 2018 publicó su primer libro de relatos cortos y poesía, con ilustraciones de la ilustradora valenciana Ade Estellés: "Quiero matar al gato de Schrödinger".

## Reconocimientos
Como actor y creador, ha sido nominado o premiado en festivales como Cortos con Ñ, 9/16 Film Festival, Oaxaca Film Festival, Washington DC, Medina del Campo, Portobello, Montevideo Fantástico y Xarrades en Curt.